# Moqueur corossol
Margarops fuscatus
Genre
Espèce
Statut de conservation UICN

 LC  : Préoccupation mineure
Le Moqueur corossol (Margarops fuscatus) est une espèce d'oiseaux de la famille des Mimidae, l'unique représentante du genre Margarops.

## Description

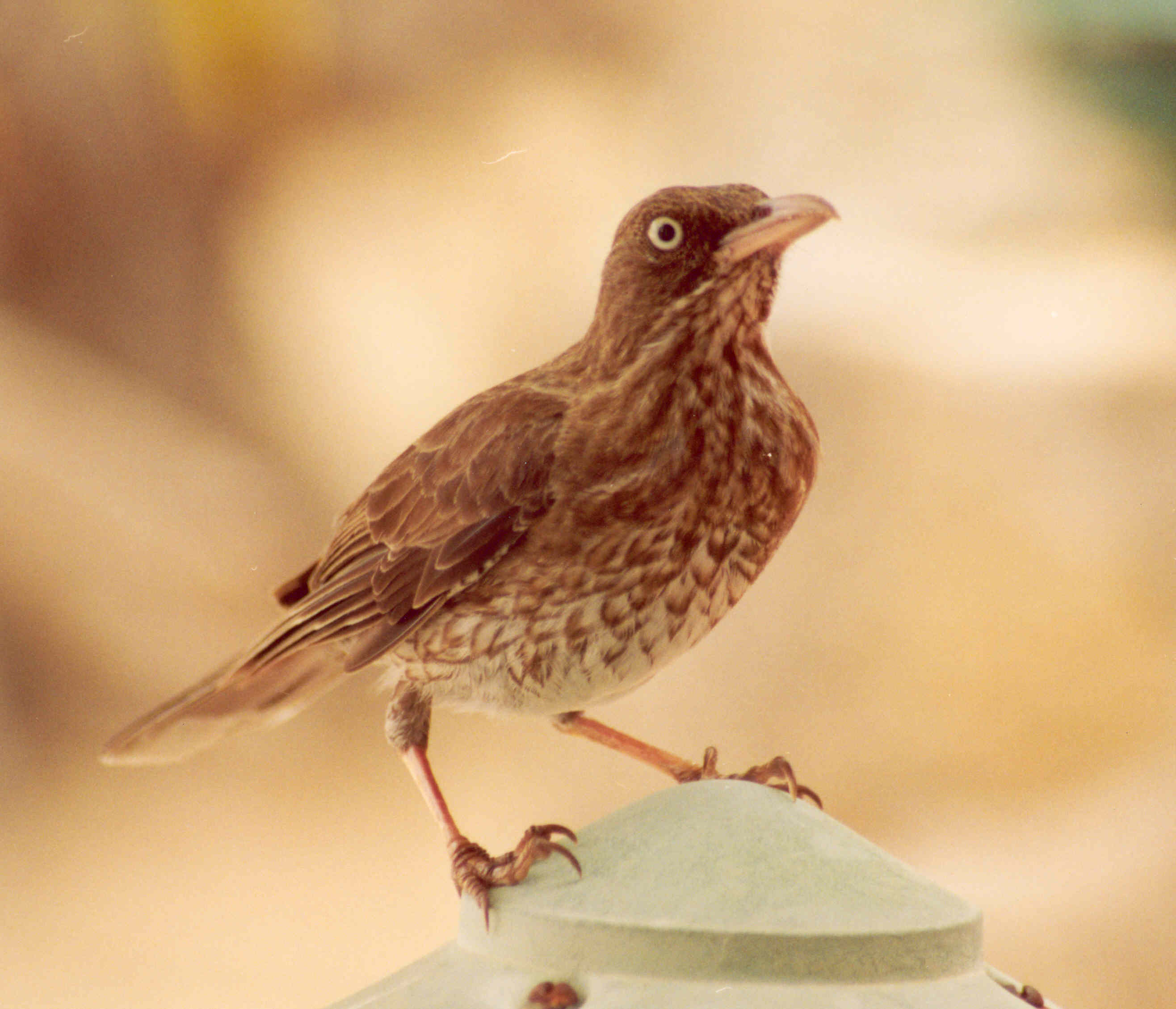

Cet oiseau mesure de 28 à 30 cm de longueur.

## Alimentation
Il est décrit comme un oiseau agressif, omnivore, opportuniste qui se nourrit principalement de gros insectes, mais également de fruits et de baies, et mange parfois des lézards, grenouilles, petits crabes et les œufs d'autres oiseaux et oisillons.

## Nidification
Sur Porto Rico, il est connu pour rivaliser avec l'Amazone de Porto Rico pour les sites de nidification et peut aller jusqu'à détruire les œufs de cette espèce. L'espèce niche dans des cavités.

## Habitat
Cet oiseau vit dans les buissons et les arbres dans les forêts de montagne et les plantations de café.

## Répartition et sous-espèces
D'après Alan P. Peterson, 4 sous-espèces ont été décrites:
- M. f. fuscatus (Vieillot, 1808) : Bahamas (d'Eleuthera vers le sud), îles Turques-et-Caïques, sud-est de la République Dominicaine, Beata, Mona, Porto Rico, îles Vierges et Antigua ;
- M. f. densirostris (Vieillot, 1818) : Montserrat, Guadeloupe, Dominique et Martinique ;
- M. f. klinikowskii Garrido & Remsen, 1996 : Sainte-Lucie ;
- M. f. bonairensis Phelps, Sr & Phelps, Jr, 1948 : Bonaire.